# Каменный Лог (Гродненская область)
Каменный Лог (бел. Каме́нны Лог) — агрогородок в Ошмянском районе Гродненской области Республики Беларусь. Административный центр Каменнологского сельсовета.

## География
Расположена в 18 км на северо-запад от Ошмян, в 206 км от Гродно, 15 км от железнодорожной станции Гудогай, около автодороги Ошмяны — Вильнюс.
Деревня находится вблизи белорусско-литовской границы. Здесь на пограничном переходе Каменный Лог — Мядининкай находится республиканский пункт таможенного оформления «Каменный Лог».

## История
В 1905 году в Шумской волости Виленского уезда Виленской губернии.
В 2011 году деревня Каменный Лог преобразована в агрогородок.

## Население

### Численность
- 2009 год — 253 жителя

### Динамика
- 1997 год — 283 жителей, 104 двора
- 2009 год — 253 жителя (перепись населения)[3]

## Инфраструктура
- Начальная школа
- Клуб
- Библиотека
- Комбинат бытового обслуживания
- Отделение связи

## Достопримечательность
- Мемориальный знак на АЗС на трассе Минск — Вильнюс в районе деревни Каменный Лог
- Памятный знак на АЗС перед границей с Литвой

## Галерея

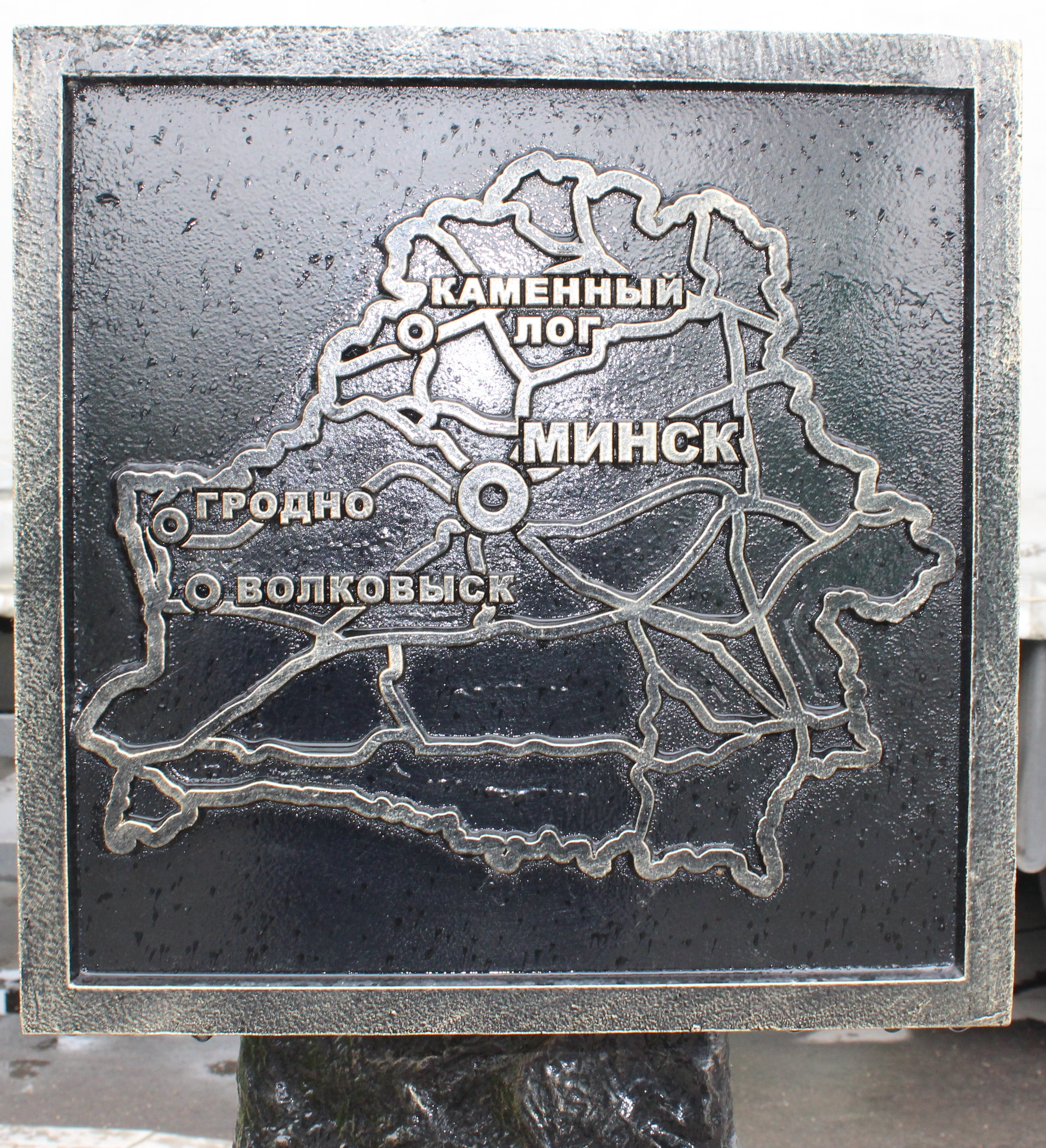
Мемориальный знак на трассе Минск — Вильнюс
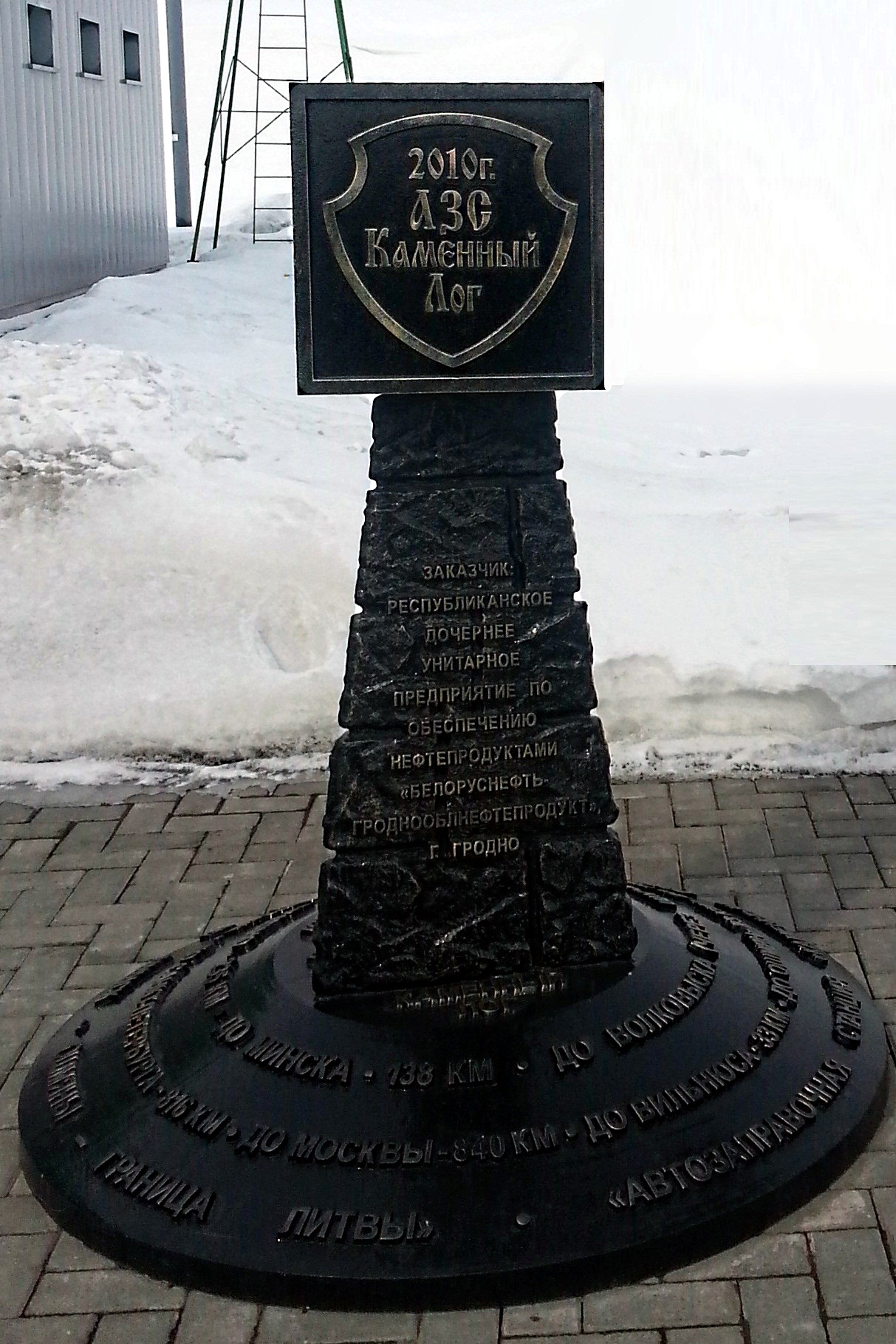
Памятный знак перед границей с Литвой